# Бально-ла-Гранж
Бально́-ла-Гранж (фр. Balnot-la-Grange) — коммуна во Франции, находится в регионе Шампань — Арденны. Департамент — Об. Входит в состав кантона Шаурс. Округ коммуны — Труа.
Код INSEE коммуны — 10028.
Коммуна расположена приблизительно в 170 км к юго-востоку от Парижа, в 110 км южнее Шалон-ан-Шампани, в 36 км к югу от Труа.

## Население
Население коммуны на 2008 год составляло 156 человек.
| 1962 | 1968 | 1975 | 1982 | 1990 | 1999 | 2008 |
| ---- | ---- | ---- | ---- | ---- | ---- | ---- |
| 221  | 224  | 191  | 181  | 184  | 158  | 156  |

## Администрация
| Период | Период | Фамилия      | Партия | Примечания |
| ------ | ------ | ------------ | ------ | ---------- |
| 2001   | 2008   | Серж Южеро   |        |            |
| 2008   |        | Патрис Носли |        |            |

## Экономика

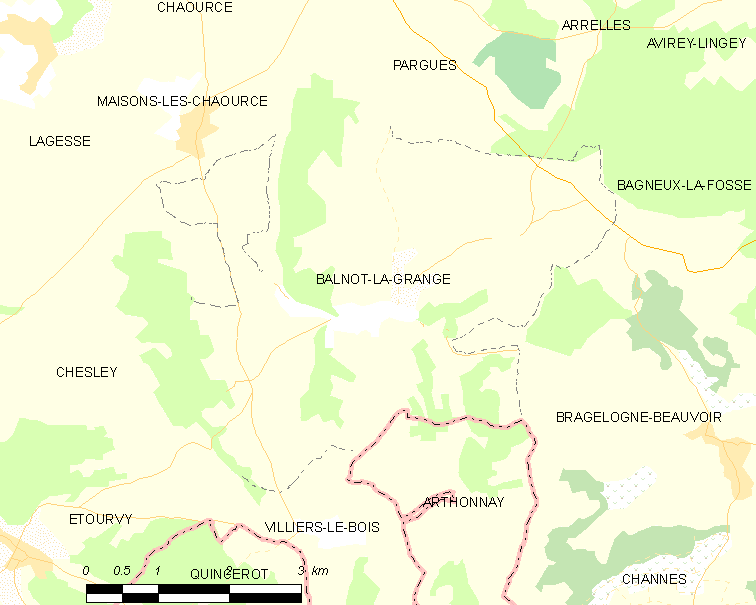
Карта коммуны

В 2007 году среди 97 человек в трудоспособном возрасте (15—64 лет) 71 были экономически активными, 26 — неактивными (показатель активности — 73,2 %, в 1999 году было 71,0 %). Из 71 активных работали 63 человека (37 мужчин и 26 женщин), безработных было 8 (4 мужчины и 4 женщины). Среди 26 неактивных 9 человек были учениками или студентами, 8 — пенсионерами, 9 были неактивными по другим причинам.